# Reynosia jamaicensis
Reynosia jamaicensis är en brakvedsväxtart som beskrevs av Marshall Conring Johnston. Reynosia jamaicensis ingår i släktet Reynosia och familjen brakvedsväxter. Inga underarter finns listade i Catalogue of Life.